# Radiodread
Radiodread — триб'ют-альбом 2006 року гурту Easy Star All-Stars, з кавер-версіями альбому OK Computer гурту Radiohead 1997 року стилях реґі, ска та даб.

## Про альбом
Продюсер альбому Майкл Ґолдвассер розповідав:
|  | OK Computer має елементи, які ідеально підходять [для реґі] - сильні мелодії, інтенсивну динаміку та трипові звукові пейзажі. З іншого боку, він має складні музичні розміри, багато змін акордів і речей, які зазвичай не зустрічаються в реґі. Однак, чим більше ми дивилися на нього, тим більше розуміли, що це альбом, який ми повинні зробити. |

Вокаліст Radiohead Том Йорк похвалив його, а гітарист Джонні Ґрінвуд назвав його «справді приголомшливим».
Трек-лист ідентичний трек-листу OK Computer, і жодна пісня не була змінена Easy Star All-Stars, за винятком «Fitter Happier» (текст якої був дещо змінений, щоб відповідати стилю, з дозволу Radiohead) та «Paranoid Android». Нові тексти по суті ті ж самі, але сформульовані по-іншому, включаючи деякі ямайські звороти. Наприклад, «Бог любить своїх дітей» стало «Джа любить своїх дітей».

## Трек-лист
| #   | Назва                                                 | Тривалість |
| --- | ----------------------------------------------------- | ---------- |
| 1.  | «Airbag» (featuring Horace Andy)                      | 5:00       |
| 2.  | «Paranoid Android» (featuring Kirsty Rock)            | 6:27       |
| 3.  | «Subterranean Homesick Alien» (featuring Junior Jazz) | 4:41       |
| 4.  | «Exit Music (For a Film)» (featuring Sugar Minott)    | 4:23       |
| 5.  | «Let Down» (featuring Toots & the Maytals)            | 4:44       |
| 6.  | «Karma Police» (featuring Citizen Cope)               | 4:48       |
| 7.  | «Fitter Happier» (featuring Menny More)               | 2:20       |
| 8.  | «Electioneering» (featuring Morgan Heritage)          | 4:34       |
| 9.  | «Climbing Up the Walls» (featuring Tamar-kali)        | 4:56       |
| 10. | «No Surprises» (featuring The Meditations)            | 4:02       |
| 11. | «Lucky» (featuring Frankie Paul))                     | 5:45       |
| 12. | «The Tourist» (featuring Israel Vibration)            | 4:07       |
| 13. | «Exit Music (For a Dub)»                              | 4:39       |
| 14. | «An Airbag Saved My Dub»                              | 4:50       |
| 15. | «High and Dry» (featuring Morgan Heritage)            | 5:10       |